# Walter Kuhn (Künstler)
Walter Kuhn (geboren 1946 in Nürnberg) ist ein deutscher Stadtgeograph und Aktionskünstler.

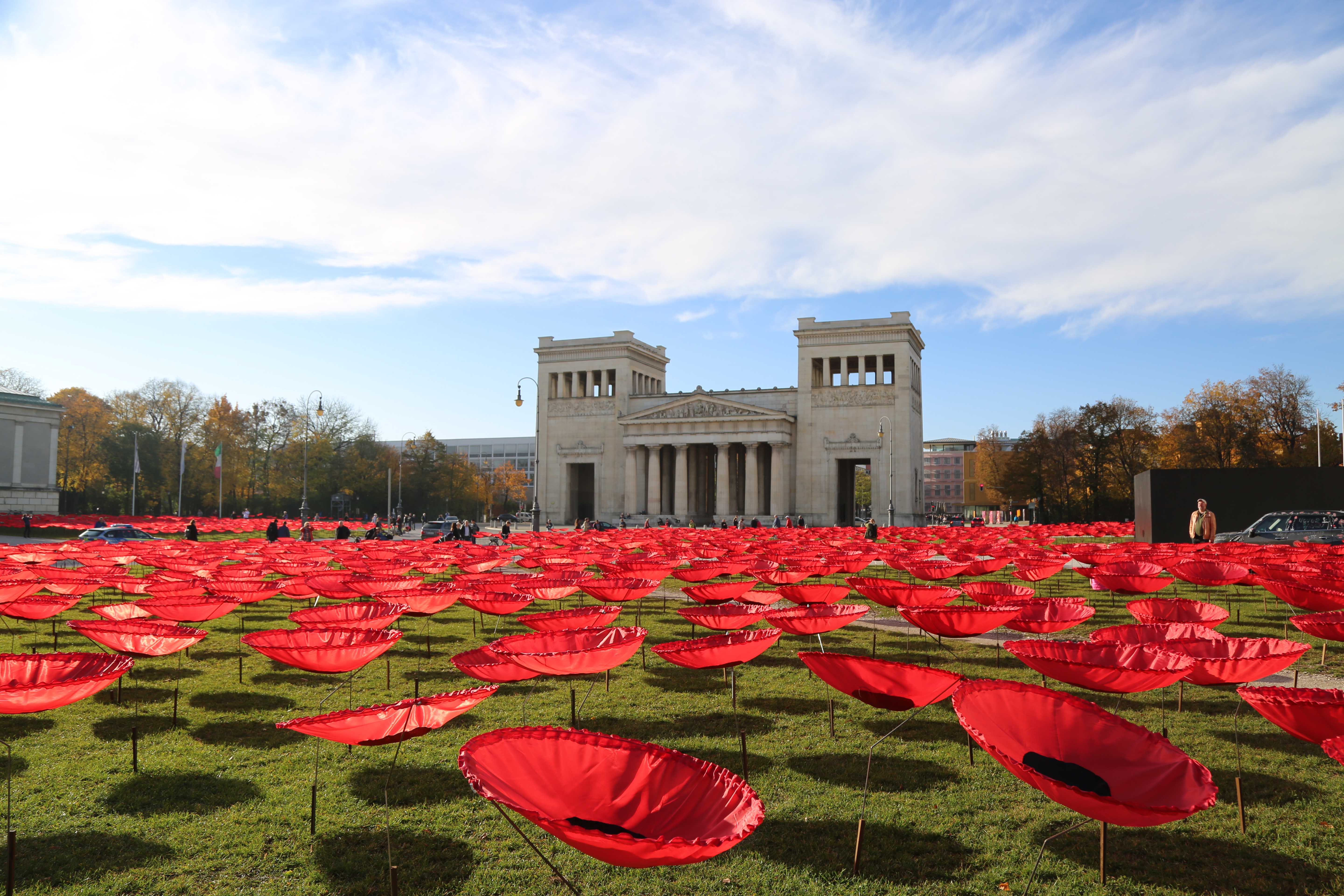
Kunstaktion „Niemals wieder“, Königsplatz

Walter Kuhns Hauptinteresse ist es Kunst durch Darbietung im Öffentlichen Raum zu ent-elitarisieren und mehr in den Alltag der Menschen zu integrieren.
Kuhn war als Geograf und Stadtplaner an der TU München als Dozent tätig. Er begann erst nach seiner Pensionierung mit seinem künstlerischen Schaffen, zunächst mit Malerei. Da er ein Haus im französischen Zentralmassiv, auf dem Plateau des Millevaches, wieder hergerichtet hat, lagen für ihn als Motiv Kühe nahe, entsprechend dem Namen der Hochebene (Tausend Kühe).
2011 organisierte er in Frankreich eine Ausstellung mit weiteren Künstlern unter dem Motto „Mehr als tausend Kühe“, die beim Publikum gut ankam und inzwischen sechsmal mit anderen Schwerpunkten wiederholt wurde.

## Open-Air-Art-Projekte
2015 startete Walter Kuhn sein erstes Kunstprojekt in Deutschland: Urbane Transhumanz. Eine 60-köpfige hölzerne Schafherde, die auf dem Münchner Olympiaberg „weidete“. Die „wandernde“ Schafherde kann als Metapher für die weltweite Migration verstanden werden. Später war sie in München an verschiedenen Orten zu sehen, wie etwa im Botanischen Garten. 22 Schafe aus Eisen „grasen“ noch heute auf dem Dach von Werk 3 im Münchner Werksviertel, wo es auch echte Schafe gibt. Kuhn möchte Kunst für Menschen machen, die nicht unbedingt ins Museum gehen. Er möchte, dass Kunst im öffentlichen Raum zu sehen ist. Sie soll zum Nachdenken anregen, zum Diskutieren.
Vom 11. November 2018 an, als sich das Ende des Ersten Weltkriegs zum 100. Mal jährte, zeigte Kuhn sein bisher größtes Projekt, Titel: „Niemals wieder“. Drei Wochen lang standen 3200 Mohnblumen aus Kunstseide auf dem Königsplatz in München.
Die Aktion sollte an die Schrecken aller Kriege erinnern, gegen heutige Kriege, wie etwa in Syrien, protestieren und zum Frieden mahnen. Die Finanzierung gelang Kuhn mittels Spenden. Das Kunstprojekt fand international Beachtung. Im März 2019 erhielt Walter Kuhn für die Aktion den Förderpreis „Münchner Lichtblicke“, das Preisgeld von 1500 € reichte er an die Stiftung Kolibri und die Entwicklungshilfeorganisation Sofis World weiter. d

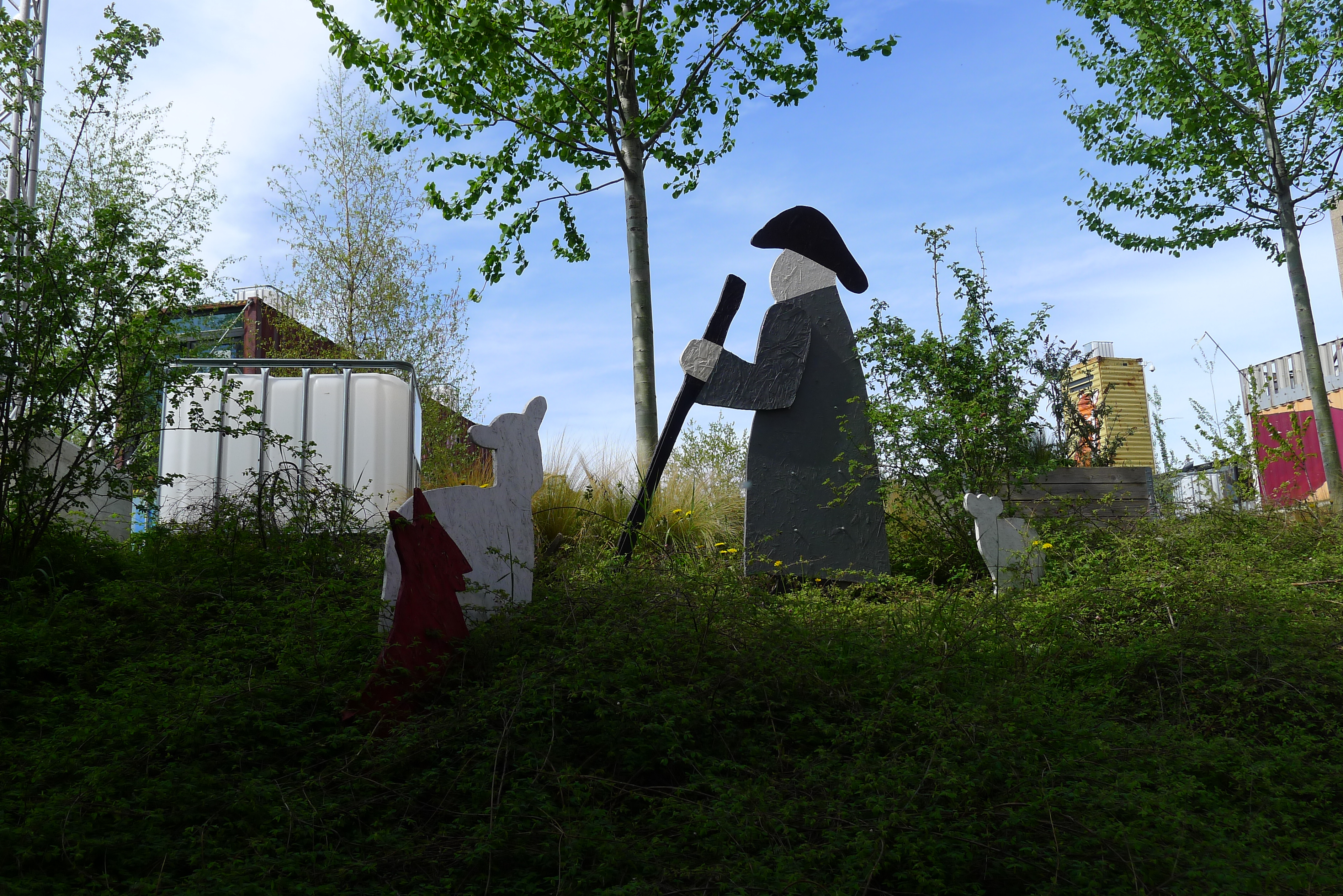
Kunstprojekt „Urbane Transhumanz“

## Publikationen
- Walter Kuhn: Never Forget. Never Again. München (Allitera) 2019